# Robert Gaweł
Robert Kazimierz Gaweł (ur. 25 marca 1964 w Gnieźnie) – polski samorządowiec, historyk i nauczyciel, senator IX kadencji, wielkopolski kurator oświaty (2020–2023).

## Życiorys
Absolwent I Liceum Ogólnokształcącego w Gnieźnie oraz historii na Uniwersytecie im. Adama Mickiewicza w Poznaniu. Podjął pracę w zawodzie nauczyciela, został zatrudniony w Zespole Szkół Ekonomiczno-Odzieżowych w Gnieźnie. Zasiadł we władzach Towarzystwa Pamięci Powstania Wielkopolskiego 1918/1919.
W 1997 kandydował na posła z listy Unii Prawicy Rzeczypospolitej, która nie zdobyła mandatów. W latach 2002–2006 był radnym miejskim Gniezna (z listy lokalnego komitetu). Był prezesem gnieźnieńskiego koła Unii Polityki Realnej, z której wystąpił w 2005. W 2006 uzyskał mandat radnego powiatu gnieźnieńskiego z listy Prawa i Sprawiedliwości (kandydował wówczas także na prezydenta Gniezna, zajmując 3. miejsce wśród 4 kandydatów), w 2010 i 2014 z powodzeniem ubiegał się o reelekcję z rekomendacji lokalnego Stowarzyszenia Ziemia Gnieźnieńska – Gniezno XXI (wcześniej było ono częścią ruchu „Polska XXI”). W grudniu 2014 powołano go na etatowego członka zarządu powiatu.
W wyborach parlamentarnych w 2015 jako kandydat bezpartyjny z ramienia PiS został wybrany liczbą 51 878 głosów do Senatu IX kadencji w okręgu wyborczym nr 92. W 2019 nie uzyskał senackiej reelekcji.
We wrześniu 2020 powołany na stanowisko wielkopolskiego kuratora oświaty. W wyborach w 2023 był kandydatem PiS do Sejmu. W grudniu tego samego roku zakończył pełnienie funkcji kuratora oświaty. W 2024 ponownie wybrany na radnego Gniezna.

## Odznaczenia i wyróżnienia
Odznaczony Srebrnym Krzyżem Zasługi (2014) i Złotym Medalem Opiekuna Miejsc Pamięci Narodowej. Wyróżniony tytułem Człowieka Roku Mediów Lokalnych.